# Peter Köhler (Schriftsteller)
Peter Köhler (* 1957 in Eschwege) ist ein deutscher Schriftsteller.

## Leben
Die Schwerpunkte von Köhlers journalistischer und schriftstellerischer Tätigkeit sind Satire, Kulturgeschichte, Literaturkritik und Schach. Er arbeitet für Zeitungen und Zeitschriften wie die taz, den Eulenspiegel und die Titanic und hat zahlreiche Sammelbände komischer Literatur herausgegeben, außerdem eine Abhandlung über Nonsens und ein Buch über christliche Heilige veröffentlicht. Im Sommer 2006 entfesselte er mit einer Satire auf den polnischen Staatspräsidenten Lech Kaczyński, die in der tageszeitung unter dem Titel Polens neue Kartoffel erschienen war, eine deutsch-polnische Kartoffelkrise. Zusammen mit zwei weiteren Autoren gründete er 2007 die Neue Göttinger Gruppe, die bis 2022 bestand. Von 2008 bis 2023 war er Mitglied der Jury des Satirepreises Göttinger Elch.
Köhler lebt in Göttingen.

## Werke (Auswahl)
- Nonsens. Theorie und Geschichte der literarischen Gattung, Heidelberg: Carl Winter, 1989, ISBN 3-533-04111-5
- Das Nonsens-Buch, Stuttgart: Reclam, 1990. Vollständig revidierte Neuausgabe, ebd. 2007, ISBN 978-3-15-010622-8
- Das Witzbuch, Stuttgart: Reclam, 1993, ISBN 978-3-15-008946-0
- Vorsicht Hochspannung! Schach für Tiefflieger, Maintal 1994 [zusammen mit Hardy Siedler], ISBN 3-920748-14-X
- Geh mir aus der Sonne! Anekdoten über Philosophen und andere Denker, Stuttgart: Reclam, 2001, ISBN 3-15-010488-2
- Edmund G. Stoiber. Weltstaatsmann und Freund des Volkes, Frankfurt am Main: Eichborn, 2002 [zusammen mit Jürgen Roth], ISBN 3-8218-3584-2
- Warum der Osterhase Eier legt. Der neue Basar der Bildungslücken, München: Beck, 2003, ISBN 3-406-49456-0
- Donnerwetter! Da hab’ ich mich umsonst besoffen. Dichteranekdoten, Stuttgart: Reclam, 2004, ISBN 3-15-010548-X
- Wenn ich die Wahrheit sagen sollte, müßte ich lügen. Das Anekdoten-Buch, Stuttgart: Reclam, 2005, ISBN 3-15-040033-3
- Die schönsten Zitate der Politiker, Baden-Baden: Humboldt, 2006. Veränderte Neuausgabe unter dem Titel „Die besten Zitate der Politiker“, ebd. 2008, ISBN 978-3-89994-192-0
- Heilige. 50 Klassiker. Von der heiligen Anna bis zum heiligen Valentin, Hildesheim: Gerstenberg, 2006. Neuausgabe Köln: Anaconda, 2018,  ISBN 978-3-8067-2565-0
- Legendäre Schachpartien. Geniale Spielzüge und spektakuläre Fehler aus 400 Jahren Schachgeschichte. 2. aktualisierte Auflage, Baden-Baden: Humboldt, 2010, ISBN 978-3-86910-163-7
- Fette Prosa, starke Reime, Göttingen: Satzwerk, 2009 [zusammen mit Klaus Pawlowski und Reinhard Umbach], ISBN 978-3-930333-59-2
- Das Leben ist ein Hering an der Wand Jüdische Witze, Stuttgart: Reclam, 2009, ISBN 978-3-15-020050-6.
- Religionen. 50 Klassiker. Glaubenslehrer von Abraham bis Zarathustra. Hildesheim: Gerstenberg, 2010, ISBN 978-3-8369-2617-1
- Zwei Pferde üben Elfmeterschießen. Fußballwitze. Göttingen: Werkstatt, 2011, ISBN 978-3-89533-777-2
- Steile Worte, stramme Texte. Göttingen: Satzwerk, 2011 [zusammen mit Klaus Pawlowski und Reinhard Umbach], ISBN 978-3-930333-60-8
- Ist da oben jemand? Göttliche Witze. Berlin: Eulenspiegel, 2012, ISBN 978-3-359-02341-8
- Amen! Kuriose Fundsachen aus der Welt der Religionen. Köln: Eichborn, 2013, ISBN 978-3-8479-0545-5
- Krumme Zeiten, schräge Köpfe. Göttingen: Satzwerk, 2015 [zusammen mit Klaus Pawlowski und Reinhard Umbach], ISBN 978-3-930333-62-2
- Augen durch und zu. Versprecher und andere Sprachunfälle. München: dtv, 2015, ISBN 978-3-423-34850-8
- Fake. Die kuriosesten Fälschungen aus Kunst, Wissenschaft, Literatur und Geschichte. München: Beck, 2015, ISBN 978-3-406-68128-8
- Das große Schach-Allerlei. Verwegenes, Verrücktes und Verkorkstes auf 64 Feldern. Göttingen: Werkstatt, 2016. ISBN 978-3-7307-0257-4
- Basar der Bildungslücken. Kleines Handbuch des entbehrlichen Wissens. München: Beck, 4., überarbeitete Auflage 2017. ISBN 978-3-406-70841-1
- Leonardos Fahrrad. Die berühmtesten Fake News von Ramses bis Trump. München: Beck, 2018. ISBN 978-3-406-72814-3
- Respekt zu diesem Deutsch! Sprachpannen auf massiv dünnem Eis. München: Beck, 2022. ISBN 978-3-406-78748-5
- Die schönsten Anekdoten aus der Philosophie. Stuttgart: Reclam, 2024. ISBN 978-3-15-014589-0
- Die schönsten Anekdoten aus der Literatur. Stuttgart: Reclam, 2024. ISBN 978-3-15-014587-6
- Als Marx im Lotto gewann. Kleine Geschichten über große Geister. Berlin: Eulenspiegel, 2025. ISBN 978-3-359-03066-9.

## Weblink
- Literatur von und über Peter Köhler im Katalog der Deutschen Nationalbibliothek